# الانتخابات في جامايكا
يتكون برلمان جامايكا من مجلسين اثنين:
- مجلس النواب يتألف من 63 عضواً، يُنتخبون لمدة خمس سنوات في دوائر انتخابية ذات مقعد واحد.
- مجلس الشيوخ يتألف من 21 عضواً معيناً: 13 يختارهم رئيس الوزراء و8 يختارهم زعيم المعارضة.

يوجد في جامايكا فعلياً نظام الحزبين: هناك حزبان سياسيان مهيمنان، ومن الصعب على الأحزاب الأخرى تحقيق النجاح الانتخابي. تأسس الحزبان في عامي 1938 و1943 وتنافسا لأول مرة في انتخابات عام 1944.
على الرغم من أن السنوات محددة بسبب فترة ولاية رئيس الوزراء البالغة خمس سنوات، إلا أن تاريخ الانتخابات يعلنه الحزب الحاكم تقليدياً قبل شهر واحد. في الآونة الأخيرة، كان هناك جدل حول ما إذا كان نظام "التاريخ المرن" هذا هو الأفضل لجامايكا، أو ما إذا كان ينبغي للحكومة التحوّل إلى نظام التاريخ الثابت.

## الانتخابات الأخيرة
3 سبتمبر 2020.

## إصلاح الانتخابات
في عام 2008، اعترف رئيس الوزراء بروس غولدينغ -في مؤتمر لرابطة المنظمات الانتخابية الكاريبية بوجود عدد من مجالات الاهتمام في العملية الانتخابية في بلاده بما في ذلك التمويل السياسي للحملات، والمساءلة عن العملية الانتخابية وتأثيرها الإيجابي أو السلبي. وسائل الإعلام بشأن الانتخابات. وقال رئيس الوزراء إن الحكومة تنظر في عدد من الأنشطة التي يمكن أن تساعد في عملية الإصلاح هذه. تم الاعتراف بهذه الأمور أمام الرئيس التنفيذي للمؤسسة الدولية للأنظمة الانتخابية والأمين العام المساعد لمنظمة الدول الأمريكية والمكتب الانتخابي لجامايكا.